# Satellite Award de la meilleure série télévisée de genre
Le Satellite Award de la meilleure série de genre (Satellite Award for Best Television Series – Genre) est une distinction de la télévision américaine décernée par The International Press Academy depuis 2011.

## Palmarès
Note : les gagnants sont indiqués en gras.

### Années 2010
- 2011 : American Horror Story
  - Le Trône de fer (Game of Thrones)
  - Once Upon a Time
  - Torchwood
  - True Blood
  - The Walking Dead

- 2012[1] : The Walking Dead
  - American Horror Story: Asylum
  - Arrow
  - Fringe
  - Grimm
  - Once Upon a Time
  - Revolution
  - Supernatural

- 2014 : Game of Thrones
  - American Horror Story: Coven
  - Arrow
  - Grimm
  - Marvel's Agents of SHIELD
  - Orphan Black
  - Les Revenants
  - Supernatural
  - The Walking Dead

- 2015 : Penny Dreadful
  - American Horror Story: Freak Show
  - Game of Thrones
  - Grimm
  - The Leftovers – HBO
  - Sleepy Hollow
  - The Strain
  - The Walking Dead

- 2016 : The Walking Dead
  - American Horror Story: Hotel
  - Game of Thrones
  - Humans
  - Into the Badlands
  - Jonathan Strange et Mr Norrell
  - The Leftovers
  - Orphan Black
  - Penny Dreadful

- 2017 : Outlander
  - Black Mirror
  - Game of Thrones
  - The Man in the High Castle
  - Orphan Black
  - Stranger Things
  - The Walking Dead
  - Westworld

- 2018 : Game of Thrones
  - American Gods
  - The Leftovers
  - Legion
  - Outlander
  - Stranger Things

- 2019 : The Terror – AMC
  - Castle Rock – Hulu
  - Counterpart – Starz
  - Doctor Who – BBC
  - Le Maître du Haut Château – Amazon

### Années 2020
- 2020 : Stranger Things
  - Carnival Row
  - Game of Thrones
  - À la croisée des mondes (His Dark Materials)
  - The Terror
  - Watchmen

- 2021 :  The Haunting
  - Evil
  - His Dark Materials : À la croisée des mondes (His Dark Materials)
  - The Mandalorian
  - The Outsider
  - Pennyworth

- 2022 : WandaVision (Disney+)
  - Evil (CBS)
  - Sweet Tooth (Netflix)
  - Them (Prime Video)

- 2023 : The Boys
  - From
  - The Man Who Fell to Earth
  - Outlander
  - Severance
  - Stranger Things

- 2024 : Yellowjackets
  - From
  - House of the Dragon
  - The Morning Show
  - Le Pouvoir
  - The White Lotus

- 2025 : What We Do in the Shadows
  - Martin Scorsese Presents: The Saints
  - Mr. & Mrs. Smith
  - Silo